# Jill Churchill
Jill Churchill, pseudonimo di Janice Young Brooks (Kansas City, 11 gennaio 1943 – Kansas City, 12 luglio 2023), è stata una scrittrice statunitense.

## Biografia
Nata Janice Young Brooks nel 1943 a Kansas City, nel 1965 ha ottenuto un Bachelor of Arts all'Università del Kansas e ha completato gli studi all'Università del Missouri.
Dopo avere insegnato alle scuole elementari, ha esordito negli anni '70 con alcuni romanzi storici pubblicati con il suo vero nome e dal 1978 al 1992 ha recensito libri per il "Kansas City Star".
Nel 1989 ha dato alle stampe il suo primo giallo, Grime and Punishment, protagonista la vedova investigatrice Jane Jeffry, usando il nome de plume di Jill Churchill e vincendo due riconoscimenti.

## Opere

### Serie Jane Jeffry
- Grime and Punishment (1989)
- A Farewell to Yarns (1991)
- A Quiche Before Dying (1993)
- In ricordo di lui (The Class Menagerie, 1994), Milano, Il Giallo Mondadori N. 2547, 1997 traduzione di Barbara Murgia
- A Knife to Remember (1994)
- From Here to Paternity (1995)
- Silence of the Hams (1996)
- War and Peas (1996)
- Fear of Frying (1997)
- The Merchant of Menace (1998)
- A Groom With a View (1999)
- Mulch Ado About Nothing (2000)
- The House of Seven Mabels (2002)
- Bell, Book, and Scandal (2003)
- A Midsummer Night's Scream (2004)
- The Accidental Florist (2007)

### Serie Grace and Favor
- Anything Goes (1999)
- In the Still of the Night (2000)
- Someone to Watch Over Me (2001)
- Love for Sale (2003)
- It Had to Be You (2004)
- Who's Sorry Now? (2005)
- Smoke Gets in Your Eyes (2013)

### Opere scritte con il vero nome di Janice Young Brooks
- Kings and Queens: The Plantagenets of England (1975)
- In Love's Own Time (1977)
- Forbidden Fires (1977)
- Seventrees (1981)
- Still the Mighty Waters (1983)
- Our Lives, Our Fortunes (1984)
- Glory (1985)
- The Circling Years (1986)
- Season of Desire (1986)
- Crown Sable (1986)
- Cinnamon Wharf (1988)
- Guests of the Emperor (1990)
- The Herron Heritage (1992)

### Opere scritte con lo pseudonimo di Amanda Singer
- Ozark Legacy (1975)

### Opere scritte con lo pseudonimo di Valerie Vayle
- Lady of Fire (1980)
- Seaflame (1980)
- Oriana (1981)
- Mistress of the Night (1986)
- Nightfire (1986)

## Adattamenti televisivi
- Silent Cries, film TV regia di Anthony Page (1993) (dal romanzo Guests of the Emperor)[7]

## Premi e riconoscimenti
- Premio Macavity: 1990 vincitrice nella categoria "Miglior romanzo d'esordio" con Grime and Punishment[8].
- Premio Agatha per il miglior romanzo d'esordio: 1990 vincitrice nella categoria "Miglior romanzo d'esordio" con Grime and Punishment[9].